# Отурін Іван Петрович
Іва́н Петро́вич Отурін (1880, Російська імперія — ?) — радянський діяч. Член ВЦВК. Член Центральної контрольної комісії ВКП(б) у 1925—1927 роках. 

## Життєпис
Народився в селянській родині. З дитячих років працював у сільському господарстві.
Член РСДРП(б) з вересня 1917 року.
Учасник громадянської війни в Росії.
На 1925 рік працював селянином у Вологодській губернії.
Подальша доля невідома.